# Ecphyadophoridae
Ecphyadophoridae är en familj av rundmaskar som beskrevs av Tatiana Semenovna Skarbilovich 1959. Ecphyadophoridae ingår i ordningen Tylenchida, klassen Adenophorea, fylumet rundmaskar och riket djur.
Familjen innehåller bara släktet Ecphyadophora.